# Csonka-torony (Dunaföldvár)
A Csonka-torony (más néven Török-torony, Öreg-torony) Dunaföldváron épült a 15. század végén, majd a kibővített dunaföldvári vár magja lett.

## A dunaföldvári vár elhelyezkedése
A szélesen hömpölygő Duna folyam ősidők óta ismert átkelőhelyének biztosítására emelték azt a 9,5×9,5 méteres négyzetalapú, 1,2 méter falvastagságú, háromemeletes tornyot, ami a későbbi erődítmény magját alkotta. Régészeti kutatása azt mutatta, hogy az 1530-as évekből való; keletkezését Rosner Gyula régész ennél „valamivel korábbi időpont”-ra teszi, ám szerinte a torony „még a 15. században sem állhatott”.

## A vár rövid története

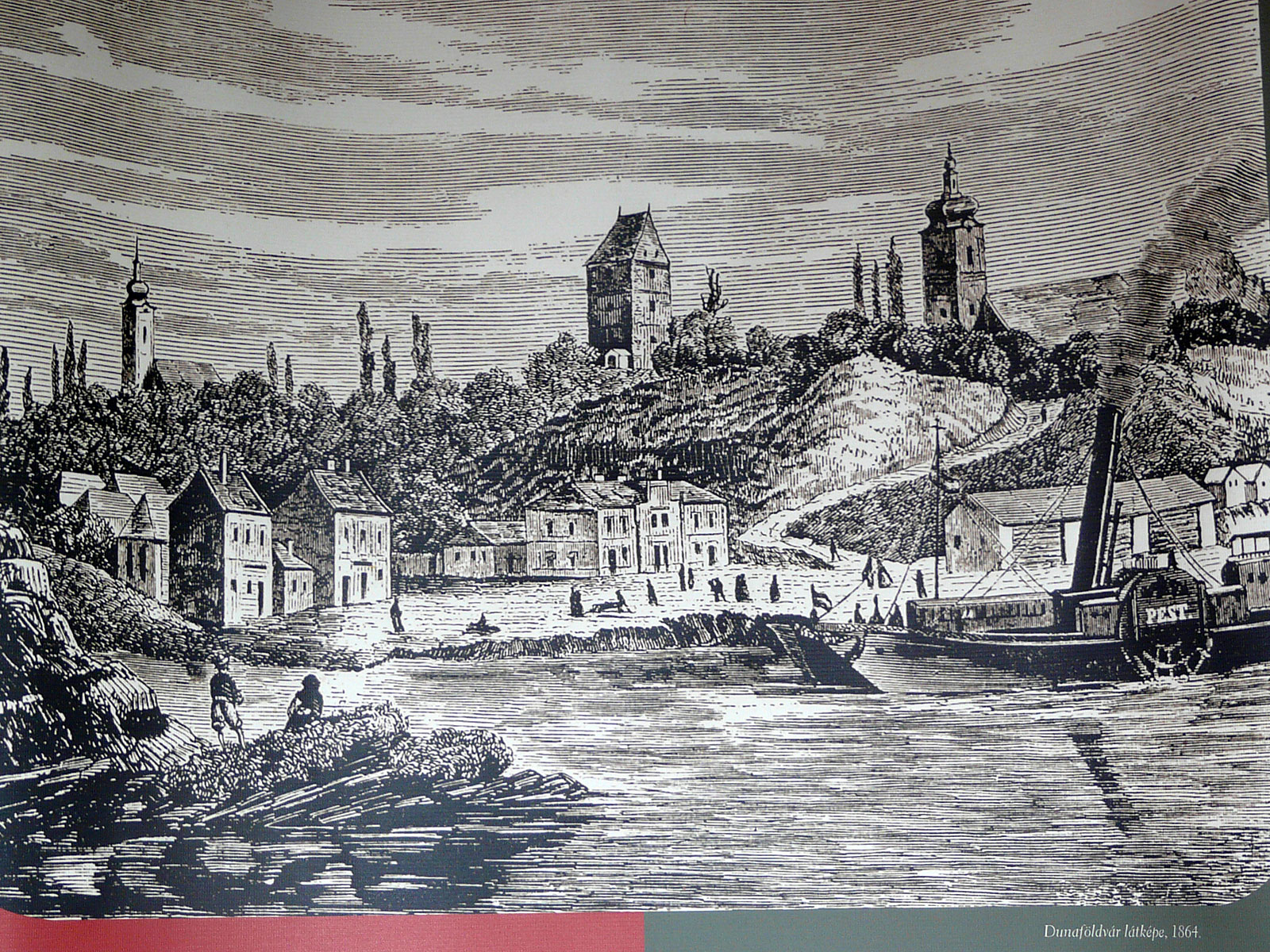
Dunaföldvár látképe a Csonka-toronnyal (1864)

A régészeti feltárások szerint kőanyagát a budafoki mészkőbányából hozták le hajón, majd a háborús sérüléseket kisméretű téglákkal pótolták. A háromemeletes tornyot a 15. században emelték, hogy a stratégiailag fontos dunai átkelőhelyet biztosítsa. Ez lett később a köré épített vár központi része. Az egykori négyszögletes vár sarkain kerek tornyok álltak, ágyúállásokkal, és háromszoros palánkfallal védve.
Korabeli oklevél szerint 1526. augusztus elején a húszesztendős Jagello II. Lajos király a dunaföldvári táborban várta be a késlekedő nemesi csapatokat, majd innen indult, hogy megvívja Szulejmán török szultán óriási hadával az ország sorsára nézve végzetes mohácsi csatát.
Miután Buda vára 1541-ben tartósan a törökök hatalmába került, a megszállók felismerték, hogy erődített helyekkel kell biztosítaniuk a hozzá vezető kereskedelmi utat, így a földvári tornyot is a környékről összeterelt lakosság robotjában, sietve elkészített palánkfallal vették körbe. A szabálytalan négyzet alakú területet övező fal sarkait kerek tornyok tagolták, később a faanyagot égetett téglával cserélték le. A budai pasa szandzsákjába tartozó Földvárt egy 1577-es zsoldlista szerint 60 lovas és 62 gyalogos katona vigyázta, köztük sokan a törökhöz csatlakozott rácok voltak.
A korabeli hadi krónikák számtalan ostromát örökítették meg, így például 1599 nyarán királyi csapatok harcoltak itt, de végül 400 halottat veszítve vissza kellett vonulniuk. A századfordulón viszont két ízben is megszállták és felgyújtották a fékezhetetlen hajdúk, akik azonban csak kirabolták, tartósan nem szállták meg. A visszatérő muzulmánok így kijavíthatták a vár sérüléseit.
Evlija Cselebi török utazó 1663-as leírása szerint Földvárt háromszoros palánkfal védte, amit két kapunyíláson át lehetett megközelíteni. A belső vár négyszögletes, sarkain kerek tornyokban ágyúk, középen egy épületből, talán egy régebbi templomból átalakított Szulejmán-dzsámi volt, mellette a négyszögletes, erős torony állt.
A törökök végleges kiűzése után, még a II. Rákóczi Ferenc által irányított szabadságharc idején vívtak véres ütközeteket birtoklásáért a felkelők és a Habsburg seregek egymással. A békeévek beköszöntével külső védőműveit lebontották, de a vaskos öregtornyot uradalmi börtönként, majd magtárként hasznosították. 1858-ban Dunaföldváron hatalmas tűzvész pusztított, a torony teteje és belső faszerkezete is teljesen leégett. Utána „csonkán” építették újjá.
Műemlékvédelmi feltárását 1974-ben végezték el, majd falai között kiállítást rendeztek be. 2006-ban ismét nagyarányú felújításokat végeztek, hogy az utókornak fennmaradjon.

## Képgaléria

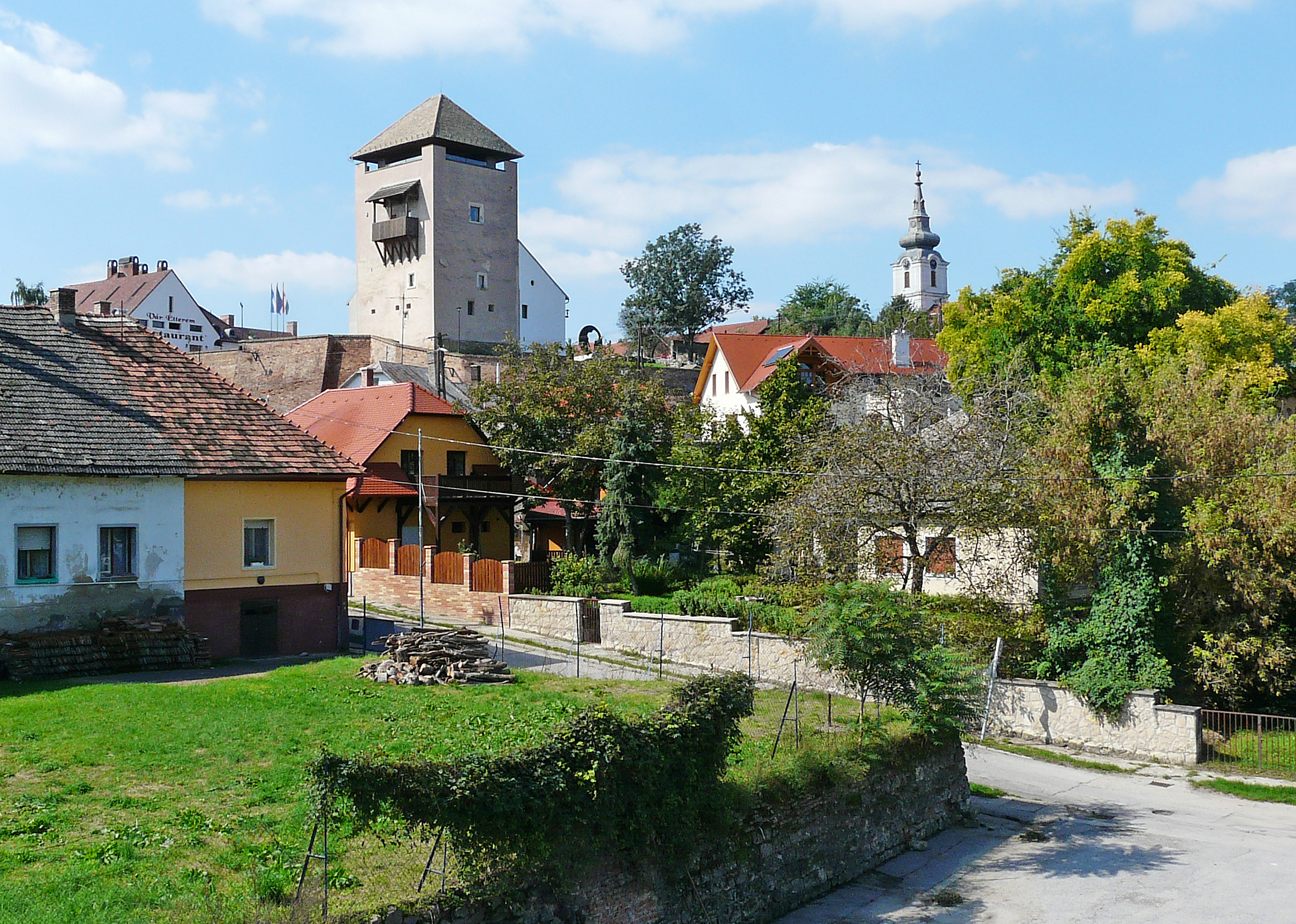
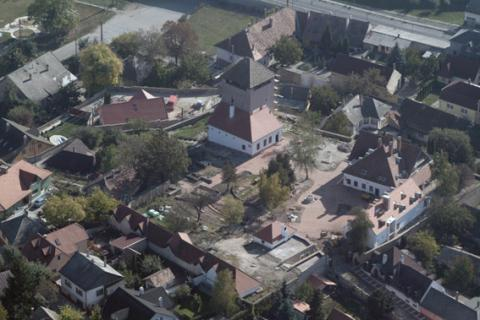
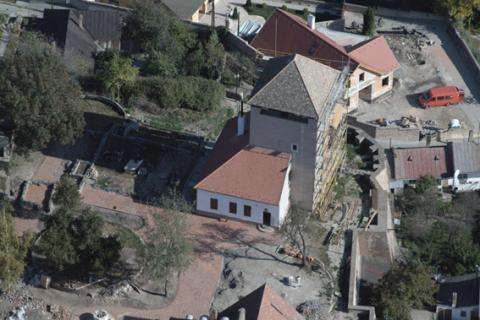
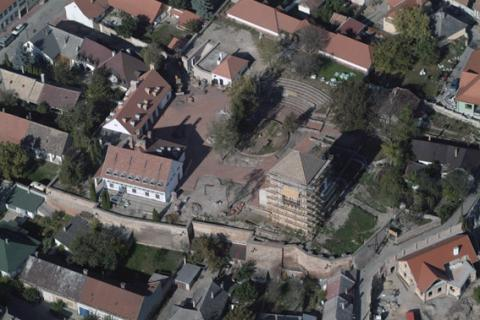